# Sœurs du Saint Sacrement de Valence
Les Sœurs du Saint Sacrement de Valence (en latin : Sorores Religiosas Sanctissimi Sacramenti) sont une congrégation religieuse féminine enseignante de droit pontifical.

## Historique
La congrégation est fondée le 30 novembre 1715 à Boucieu-le-Roi par Pierre Vigne (1670 - 1740) sous le nom de Sœurs du Calvaire, à la fois pour la croix qu'elles portent et parce qu'elles guident les pèlerins dans la pratique du Chemin de croix, le nom de Saint-Sacrement est ajouté à leur titre en 1721. Mgr Alexandre Milon de Mesme, évêque de Valence, approuve la congrégation le 22 août 1739.
Les sœurs sont spécialement dédiées aux soins des malades et surtout à l'enseignement, elles ont quarante écoles reconnues par Louis XVI par lettres patentes de 1787. Dissoute pendant la Révolution française, la congrégation est reconstituée en 1804, elle connaît une période de grande floraison sous le généralat de Mère Saint-Joseph Bouvaret (supérieure de 1852 à 1897 ), considérée comme second fondateur de la congrégation, au cours duquel des maisons religieuses ouvrent en Italie et en Angleterre.
À la fin du XIXe siècle, l'institut augmente d'environ 800 religieuses mais les lois anticongrégationistes françaises de 1903 entraîne la fermeture de toutes les écoles en France, les religieuses du Saint Sacrement survivent comme congrégation hospitalière mais beaucoup choisissent de partir pour le Brésil où l'institut connaît un développement remarquable.
La congrégation reçoit le décret de louange le 5 janvier 1863 et ses constitutions sont définitivement approuvées par le Saint-Siège le 27 juin 1885. 

## Activités et diffusion
Les Sœurs du Saint-Sacrement sont principalement consacrées à l'enseignement.
Elles sont présentes en : 
- Europe : France, Espagne, Irlande, Italie, Royaume-Uni.
- Amérique : Brésil.
- Afrique : Tanzanie.

La maison généralice est à Valence. 
En 2017, la congrégation comptait 221 sœurs dans 39 maisons.